# Kazuši Kimura
Kazuši Kimura (japonsko 木村 和司), japonski nogometaš in trener, 19. julij 1958.
Za japonsko reprezentanco je odigral 54 uradnih tekem.